# Club YLA
Maillots
Actualités
Dernière mise à jour : 30 août 2020.
Club YLA est un club belge de football féminin situé à Bruges dans la Province de Flandre-Occidentale. C'est la section féminine du Club Bruges KV.

## Histoire
Le Club Bruges KV a repris, en 2010, le KSV Jabbeke présent deux saisons en D1. 
Après 4 saisons en D1, le Club Bruges KV participe aux 3 saisons de la BeNe Ligue. Pendant celles-ci, le Club Bruges KV dispute et perd deux finales de Coupe de Belgique.
Après cette expérience, le Club Bruges KV décide de redescendre de deux niveaux et repart en D2. Après cela, les Brugeoises disputent trois saisons dans cette division avant de remonter en D1. En 2018-2019, le Club Bruges KV termine 2e de D1. 
La saison 2019-2020 voit le retour des Brugeoises dans l'élite belge, en Super League. L'équipe devient ainsi la sixième de la compétition. Le 15 avril 2020, le club change de nom et s'appelle désormais Club YLA en hommage à Yvonne Lahousse, célèbre supportrice du Club Bruges KV.
En 2024, le Club YLA remporte la Coupe de Belgique contre Oud-Heverlee Louvain. A égalité sur le score de 1-1 à l'issue du temps réglementaire, l'équipe brugeoise s'impose à l'issue de la séance de tirs au but avec quatre tirs réussis contre deux du côté louvainiste.

## Palmarès

### Équipe A
- Vainqueur de la Coupe de Belgique : 2024
- Champion D2: 2008 - 2018
- Champion D3: 2003 - 2005
- Finaliste de la Coupe de Belgique : 2014 - 2015

### Équipe B
- Champion D3: 2013